# HD 126943
HD 126943，又名BD+41 2504，SAO 45058、HR 5411，是一颗恒星，视星等为6.63，位于銀經74.26，銀緯65.88，其B1900.0坐标为赤經14h 23m 29.9s，赤緯+41° 65.88′ 26″。